# Milagros Pelegrín Bañuls
Milagros Pelegrín Bañuls (Elx, segle XX - segle XX) fou una política valenciana.
Militant d'Unió Republicana i presidenta de la Unió de Dones Antifeixistes, la primera notícia que en tenim és el seu viatge, en setembre de 1936, al front de Madrid en companyia de les també militants d'Unió Republicana Matilde Iborra i Antonia Castellano, amb l'objectiu de lliurar al Batalló Martínez Barrio 8.000 peces d'abrigar. També treballà com a cuinera de l'Hospital Municipal d'Elx des dels dies següents al 20 de febrer de 1936, quan les monges que hi treballaven foren substituïdes per dones contractades per l'Ajuntament d'Elx.
Fou consellera municipal d'aquest organisme des del 22 de juny de 1938 fins al 10 d'agost de 1938, i s'ocupà dels departaments de Places i Mercats, i Beneficència i Sanitat. Tot i que no fou infreqüent que consellers municipals il·licitans ocuparen més d'un càrrec, en el cas de Milagros Pelegrín el Consell Municipal li va plantejar un problema d'incompatibilitat per ser cuinera de l'Hospital Municipal. Ja com a consellera, va sol·licitar el càrrec d'inspectora d'infermeres de l'esmentat hospital, però el Consell Municipal no hi accedí. Unió Republicana va arribar a abandonar temporalment el Consell Municipal després que expedientaren Milagros Pelegrín per incompareixença en el lloc de treball.
Quan acabà la guerra, va estar un mes a la presó però no arribà a ser jutjada. A partir d'aleshores, no va tenir cap actuació política fins a la mort.